# 雅克·瓦克寧
雅克·瓦克寧（法語：Jacques Ouaknin，1932年4月8日—）出生於摩洛哥馬拉喀什的首席拉比、猶太教神學家。

## 生平
他從法國猶太神學院畢業後，自1959年開始擔任拉比，分別在各個地方牧會：1959年─1964年：兰斯，1964年─1972年：里尔，然後是摩泽尔省、梅斯和馬賽。